# Trichora Martyrum
La Trichora Màrtyrum è un edificio triabsidato di piccole dimensioni situato accanto alla Basilica Apostolorum, sopra la quale è stata costruita l'attuale cattedrale di Santo Stefano a Concordia Sagittaria.

## Storia
Nel III secolo, favorita dai rapporti commerciali e militari di Concordia con i primi cristiani, nacque una prima comunità cristiana.